# Amancy
Amancy ist eine französische Gemeinde im Département Haute-Savoie in der Region Auvergne-Rhône-Alpes.

## Geographie
Amancy liegt auf 466 m, östlich von La Roche-sur-Foron, etwa 20 km südöstlich der Stadt Genf (Luftlinie). Das Dorf erstreckt sich am südwestlichen Rand der breiten Talebene der Arve, unterhalb von La Roche-sur-Foron, im Pays Rochois am Nordfuß der Bornes-Alpen.
Die Fläche des 8,62 km² großen Gemeindegebiets umfasst einen Abschnitt des unteren Arvetals. Der nördliche Teil des Gemeindeareals wird von der Ebene der Arve eingenommen. Mehrere Bäche, darunter der Foron und der Sion, entwässern das Gebiet zur Arve. Nach Süden erstreckt sich der Gemeindeboden über einen relativ sanft ansteigenden Hang bis an den Rand der Geländeterrasse von Saint-Sixt. Hier wird mit 624 m die höchste Erhebung von Amancy erreicht.
Zu Amancy gehören neben dem eigentlichen Dorf auch mehrere Weilersiedlungen, nämlich (von Westen nach Osten):
- Lavenay (510 m) unterhalb von La Roche-sur-Foron
- Arculinges (450 m) in der Arveebene
- Vozerier (474 m) östlich des Foron am Fuß der Bornes-Alpen

Nachbargemeinden von Amancy sind Arenthon im Norden, Saint-Pierre-en-Faucigny im Osten, Saint-Laurent, Saint-Sixt und La Roche-sur-Foron im Süden sowie Cornier im Westen.

## Geschichte
Amancy wird im 15. Jahrhundert erstmals urkundlich erwähnt.

## Sehenswürdigkeiten
Die Dorfkirche von Amancy wurde im Stil der Neugotik errichtet. Von den profanen Bauwerken sind das Château Delavenay (16. Jahrhundert) in Vozerier und das Château de Carroz aus dem 17. Jahrhundert zu erwähnen.

## Bevölkerung
| Jahr                       | 1962 | 1968 | 1975 | 1982 | 1990 | 1999 |
| Einwohner                  | 865  | 1068 | 1131 | 1403 | 1640 | 1756 |
| Quellen: Cassini und INSEE |      |      |      |      |      |      |

Mit 2786 Einwohnern (Stand 1. Januar 2022) gehört Amancy zu den kleineren Gemeinden des Département Haute-Savoie. Seit Beginn der 1960er Jahre wurde ein markantes Bevölkerungswachstum verzeichnet. Um das Dorf und die ehemaligen Weiler wurden zahlreiche Einfamilienhäuser gebaut.

## Wirtschaft und Infrastruktur
Amancy war bis weit ins 20. Jahrhundert hinein ein vorwiegend durch die Landwirtschaft geprägtes Dorf. Heute gibt es verschiedene Betriebe des Klein- und Mittelgewerbes. Zwischen Amancy und La Roche-sur-Foron entwickelte sich eine Gewerbezone. Viele Erwerbstätige sind Wegpendler, die in den größeren Ortschaften der Umgebung, vor allem aber im Raum Genf-Annemasse, ihrer Arbeit nachgehen.
Die Ortschaft ist verkehrsmäßig gut erschlossen. Sie liegt nahe der Hauptstraße N203, die von Annecy nach Bonneville führt. Der nächste Anschluss an die Autobahn A40 befindet sich in einer Entfernung von rund fünf km.